# りゅう座LY星
りゅう座LY星（りゅうざLYせい、LY Draconis、LY Dra）は、りゅう座の脈動変光星。

## 特徴
りゅう座LY星は、フェアボーン天文台に設置されたウィーン大学の自動光電測光望遠鏡による観測から、2001年に変光星であることが発見された。その後、2003年に変光星総合カタログの第77次変光星名一覧において、正式に変光星として登録された。
りゅう座LY星は、SRS型に分類される半規則型変光星である。SRSという変光星分類は、2001年に発行された変光星総合カタログの第76次変光星名一覧で、半規則型変光星の新たな細分類として加わった型で、変光周期が数日から1ヶ月程度と短い赤色巨星が分類される。変光周期は一通りではなく、変光幅は概ね0.3等未満とされる。りゅう座LY星自身は、スペクトル型がK5に分類され、およそ15日から20日の周期で、0.05等程度の幅で変光している。

## 名称
「りゅう座LY星」という名称は、変光星の命名規則に従って付与されたもので、りゅう座で273番目の変光星であることを意味する。ボン掃天星表の番号はBD+65°1332。